# Aksana
Živilė Raudonienė, née le 29 avril 1982 à Alytus, est une catcheuse (lutteuse professionnelle) lituanienne. Elle est principalement connue pour son travail à la World Wrestling Entertainment (WWE) sous le nom d'Aksana.
Elle se fait auparavant connaitre en tant que pratiquante de culturisme en remportant notamment l'Arnold Classic en 2009 dans la catégorie Figures.
Elle devient catcheuse après avoir signé un contrat avec la WWE en octobre 2009. Elle intègre la Florida Championship Wrestling (FCW), le club-école de la WWE, où elle a été une fois championne des Divas de la FCW ainsi que Queen of FCW. Parallèlement à cela, elle est une des participantes de la 3e saison de NXT avec Goldust comme mentor. Une intrigue amoureuse se met en place avec Goldust qui la demande en mariage afin qu'elle ne puisse pas être expulsé des États-Unis.

## Jeunesse et carrière de modèle de culturiste
Raudoniene commence à participer à des concours de fitness dès l'âge de 17 ans au cours du championnat d'Europe IFBB.
En 2006, elle termine 2e dans la catégorie Figure C du championnat d'Europe de l'International Federation of Bodybuilding and Fitness (IFBB). Cette même année, elle remporte le concours New York Metro Championships organisé par le National Physique Commitee  (NPC).
Elle continue sa carrière de culturiste aux États-Unis en participant principalement aux concours organisés par l'IFBB à partir de 2007. Elle s'y fait connaitre en terminant 2e du Houston Pro Championships et remporte le New York Pro Championships cette année-là ainsi qu'en 2008 dans la catégorie figure.
En 2009, elle devient Ms International IFBB 2009 dans la catégorie figure.

## Carrière de catcheuse

### World Wrestling Entertainment (2009-2014)

#### Florida Championship Wrestling (2009-2011)
Le 5 octobre 2009, elle signe un contrat avec la World Wrestling Entertainment (WWE) et rejoint la Florida Championship Wrestling, le club-école de la WWE. Elle apparaît pour la première fois à la FCW sous le nom d'Olga au cours d'un concours de costume d'Halloween où elle est vêtue comme une écolière. Son nom de ring change rapidement pour celui d'Aksana et elle devient la valet d'Eli Cottonwood,. 
Elle participe à son premier combat le 15 janvier 2010 où elle fait équipe avec AJ Lee, Savannah et Eve Torres et elles battent Mia Mancini, Naomi Night, Courtney Taylor et Liviana. Au printemps, la FCW organise un tournoi afin de désigner sa première championne des Divas. Aksana se fait éliminer au premier tour par Serena (anciennement Mia Mancini) durant l'enregistrement de l'émission du 9 mai. 
Le 3 février 2011, Aksana remporte son premier titre à la fédération, le Queen of FCW. Le 7 avril, un match est organisé entre la Queen of FCW et la FCW Divas Champion, où les deux titres sont en jeu. Aksana bat AJ pour remporter les deux titres de la fédération, devenant ainsi la première femme de la fédération à posséder les deux titres en même temps. Elle perd FCW Divas Championship face à Audrey Marie[Quand ?]. Elle perd également sa couronne le 18 novembre face à Raquel Diaz.

#### NXT (2010-2011)

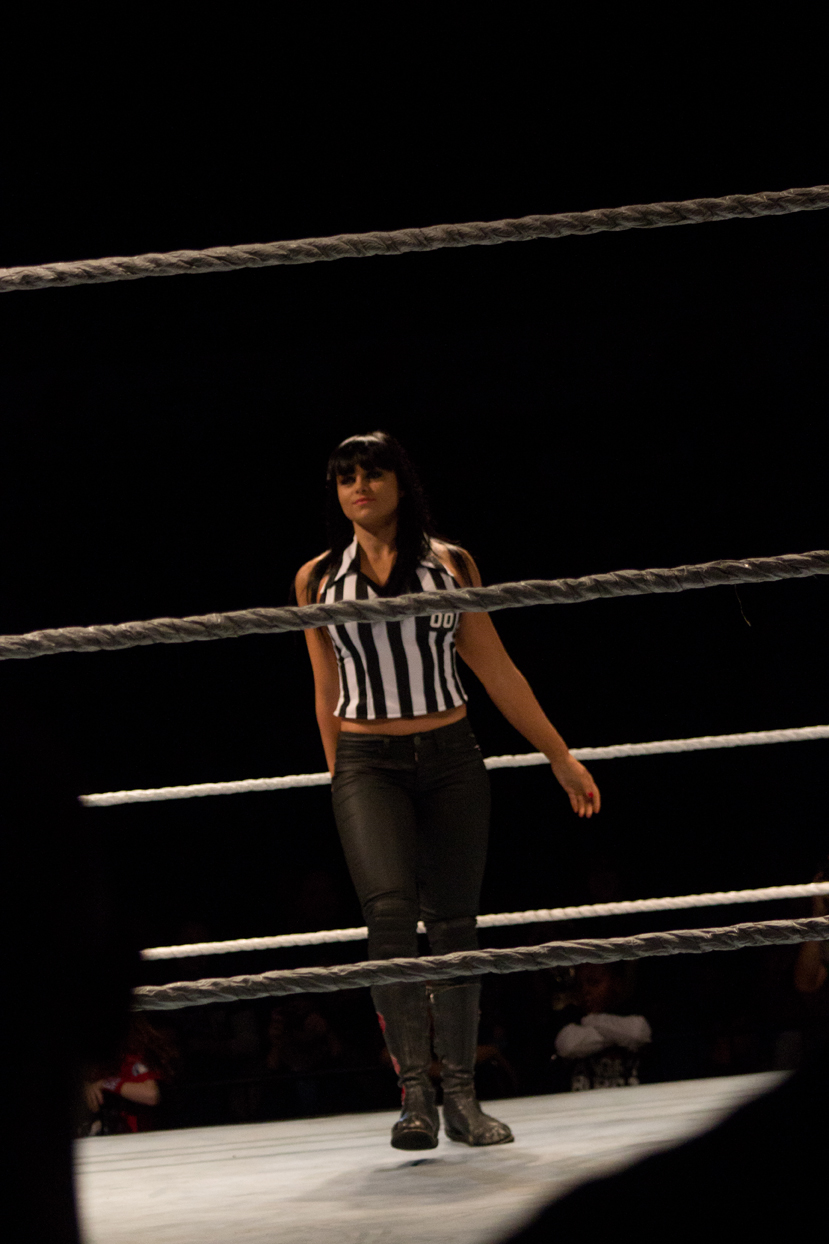
Aksana en tant qu'arbitre lors d'un SmackDown à la WWE

Le 31 août 2010, il a été annoncé qu'Aksana ferait partie de la troisième saison de NXT, avec Goldust comme mentor . Elle apparaît le 7 septembre, où elle fait équipe avec Goldust et perd contre AJ et Primo dans un match par équipes.
Le 12 octobre, son mariage avec Goldust est annoncé (kayfabe). Lors de l'édition de NXT du 2 novembre, le jour du mariage, alors qu'elle doit embrasser Goldust, elle effectue un heel turn en lui mettant une gifle.

#### Débuts à SmackDown (2011-2012)
Elle effectue ensuite un face turn progressif. Lors du SmackDown du 5 août 2011, elle apparaît aux côtés de Theodore Long, le General Manager de WWE SmackDown, en train de le séduire et de lui demander de travailler avec lui. Elle continue d'apparaître avec Teddy Long les semaines suivantes dans des segments en coulisses.
Elle débute à Raw le 31 octobre, lors de la Bataille Royale d'Halloween, où elle est éliminée la deuxième par les Bella Twins. Lors du SmackDown du 11 novembre, elle confirme son face turn en accompagnant Alicia Fox, qui gagne son match contre Tamina Snuka, accompagnée par Rosa Mendes.
Le 27 janvier 2012 à SmackDown, elle gagne son premier match contre Natalya en quelques secondes. À la fin du match, elle se fait attaquer par cette dernière. Tamina Snuka intervient alors pour lui porter secours, et attaque Natalya.

#### Alliance avec Antonio Cesaro (2012)
Lors du SmackDown du 20 avril, elle apparaît aux côtés de son protégé Antonio Cesaro pour le présenter à John Laurinaitis. Lors du SmackDown du 27 avril, elle accompagne Antonio Cesaro lors de son premier match à la WWE contre Tyson Kidd, qu'il gagne. Antonio Cesaro étant heel, elle effectue un heel turn. À la fin du match, elle l'embrasse sous le regard de Teddy Long.
Lors du SuperSmackDown Great American Bash, le 3 juillet, Aksana et Antonio Cesaro perdent contre la Championne des Divas Layla et The Great Khali. Lors de SummerSlam, elle déconcentre Santino Marella dans son match de championnat des États-Unis face à Antonio Cesaro que ce dernier gagne. Le 21 septembre à SmackDown, Aksana cause la défaite d'Antonio Cesaro face à Santino Marella alors qu'elle est tombée dans le ring et s'est blessée la jambe. Cesaro lui dit en cinq langues que c'est terminé entre eux.

#### Diverses rivalités et renvoi (2012-2014)

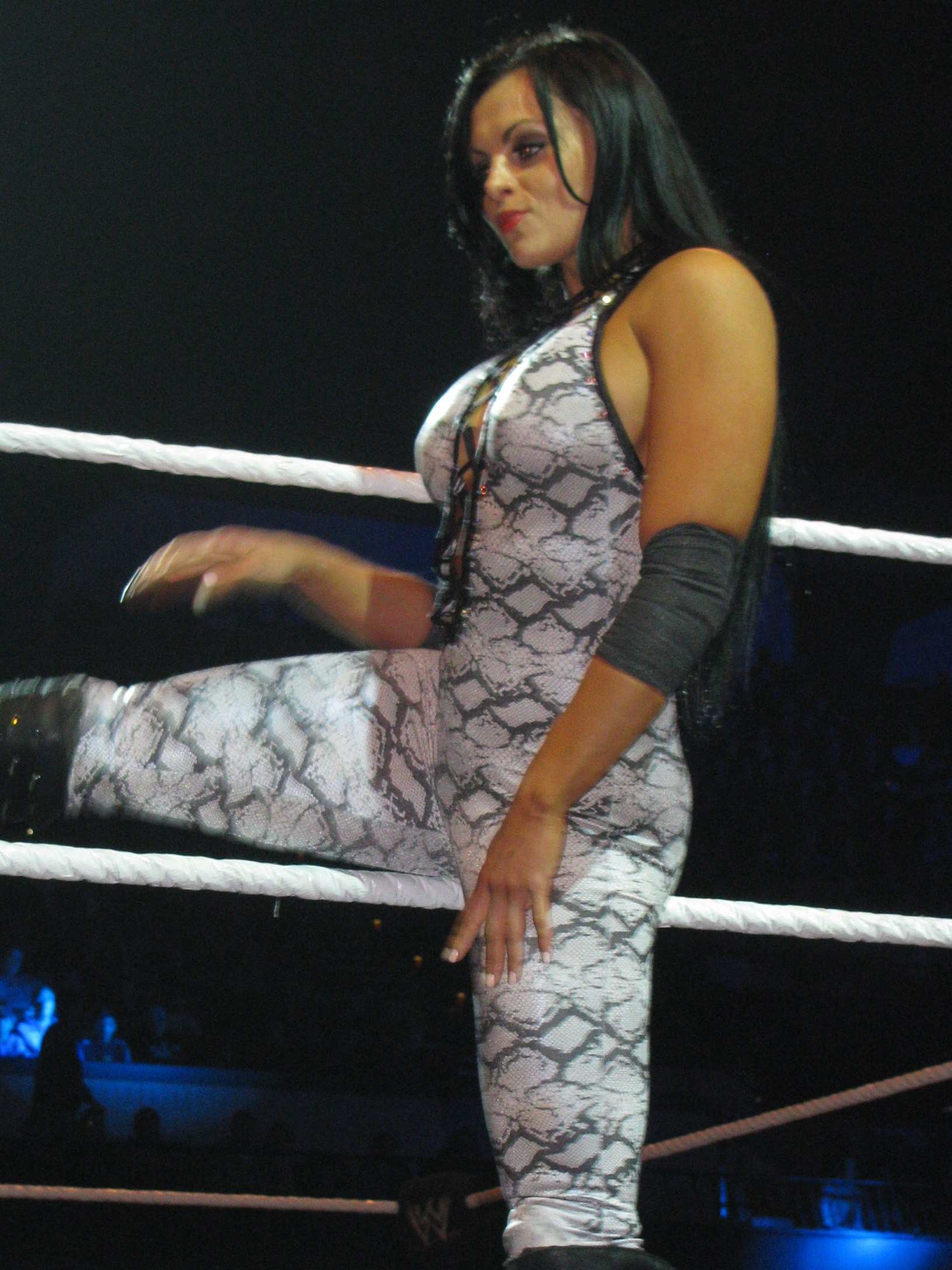
Aksana en juillet 2013

Le 16 décembre à TLC, elle ne remporte pas la bataille royale de Divas spécial "Noël" pour déterminer l'aspirante no 1 au titre des Divas.
Le 24 novembre 2013 aux Survivor Series, l'équipe des True Divas dont Aksana faisait partie perd contre celle des Total Divas dans un match par équipe traditionnel à élimination.
Le 6 avril 2014 à WrestleMania XXX, elle perd le Vickie Guerrero Divas Championship Invitational match au profit d'AJ Lee.
Le 12 juin, la WWE annonce son renvoi.
Le 13 juin à SmackDown, Aksana perd contre Alicia Fox dans son dernier match à la WWE, le show ayant été enregistré avant son renvoi.

## Palmarès

### En tant que culturiste
- International Federation of Bodybuilding and Fitness (IFBB)
  -  du championnat d'Europe amateur dans la catégorie Figure C 2006 R
  -  du Houston Pro Championships 2007
  -  du New York Pro Championships 2007
  -  du New York Pro Championships 2008
  -  à Ms Olympia 2008
  -  à Ms International 2009

- National Physique Commitee  (NPC)
  -  au classement général du New York Metro Championships 2006
  -  dans la catégorie Figure B du New York Metro Championships 2006

### En tant que catcheuse
- Florida Championship Wrestling
  - 1 fois FCW Divas Championship[25]
  - 1 fois Queen of FCW[26]